# Яуні-Ярв
Яуні-Ярв (ест. Jauni järv) — озеро в Естонії, що розташоване на острові Сааремаа, у волості Мустьяла.